# مواد میان‌متخلخل
بر اساس نامگذاری آیوپاک به ماده‌ای نانومتخلخل که روزنه‌های آن قطری بین ۲ تا ۵۰ نانومتر داشته باشند ماده میان‌متخلخل به این مواد، نیمه‌متخلخل یا ماده مزوپور (Mesoporous material) هم گفته شده‌است.
برای مقایسه، آیوپاک مواد ریزمتخلخل به عنوان ماده ای با منافذ کوچکتر از ۲ نانومتر تعریف می‌کنند و مواد درشت متخلخل، به عنوان ماده ای با حفرات بزرگتر از ۵۰ نانومتر در نظر گرفته می‌شود.
مواد میان‌متخلخل معمولی شامل انواعی از سیلیس و آلومینا هستند که دارای حفرات با اندازه مشابه هستند. اکسیدهای مزوپور نیوبیم، تانتالم، تیتانیوم، زیرکونیوم، سریم و قلع نیز گزارش شده‌است. با این حال، مهمترین عضو مواد مزوپور، کربن مزوحفره است که
در طی دو دهه گذشته، نانومواد مبتنی بر کربن مانند نانولوله‌های کربنی، گرافن، کربن مزوحفره و نقاط کوانتومی کربنی به دلیل نسبت سطح به حجم زیاد، رسانایی الکتریکی و حرارتی خوب مورد توجه زیادی قرار گرفته‌اند. استحکام مکانیکی این مواد آنها را برای کاربرد در زمینه‌های مختلف مانند تصفیه آب، کاتالیزور، سنجش شیمیایی و الکتروشیمیایی مناسب می‌کند و نیز کاربرد مستقیمی در دستگاه‌های ذخیره انرژی و مواد مرتبط با آن دارد. کربن مزوپور دارای تخلخل در محدوده مزوپور است و این امر به‌طور قابل توجهی سطح ویژه را افزایش می‌دهد.

نانو ساختارهای مبتنی بر کربن

روشی برای تولید مواد نیمه‌متخلخل (سیلیکا) در حدود سال ۱۹۷۰ ثبت اختراع شد، و در سال ۱۹۹۷ بازتولید شد. نانوذرات سیلیکا مزوپور (MSNs) به‌طور مستقل در سال ۱۹۹۰ توسط محققان ژاپنی سنتز شدند.
از آن زمان، تحقیقات در این زمینه به‌طور پیوسته رشد کرده‌است. نمونه‌های قابل توجه کاربردهای صنعتی کاتالیز، جذب، سنجش گاز، باتری‌ها، تبادل یونی، اپتیک و فتوولتائیک است. در زمینه کاتالیز، زئولیت‌ها موضوعی نوظهور است که در آن مزوپوروزیت به عنوان تابعی از کاتالیزور برای بهبود عملکرد آن برای استفاده در ترک خوردگی کاتالیستی سیال مورد مطالعه قرار می‌گیرد.
وجود حفرات یا همان نقص ساختاری تأثیر مهمی بر خواص نانوساختارهای کربنی دارند که یا به صورت غیرعمدی در طی فرآیندهای تولید ایجاد می‌شوند یا عمداً توسط تیمارهای شیمیایی و تابش یونی ایجاد می‌شوند. وجود نقص ساختاری بر هدایت حرارتی، استحکام مکانیکی و شفافیت تأثیر مضری می‌گذارد. از سوی دیگر، افزایش واکنش‌پذیری کربن با نقص ساختاری در ابعاد نانو برای ذخیره‌سازی انرژی و کاربردهای سنجش مناسب است. به عنوان مثال، نتایج تلاش‌های نظری مبتنی بر تکنیک‌های مختلف، جذب مطلوب یون‌های لیتیوم، یون‌های سدیم و نانوخوشههای فلزی را بر روی سطح گرافن با نقص ساختاری بیان می‌کند. همچنین، تأثیر مفید نقص ساختاری بر فعالیت الکتروشیمیایی با مطالعه واکنش‌های الکتروشیمیایی ناهمگن فروسن متانول، اکسیژن و نیترات در سطح الکترودهای مبتنی بر نانوکربن به اثبات رسیده‌است.
اخیراً، کربن مزوحفره با نقص ساختاری بالا (DMC)، که به عنوان نانوساختارهای کربنی طبقه‌بندی می‌شوند، به دلیل مساحت سطح بالا، حجم منافذ ویژه بالا، قطر منافذ قابل تنظیم در محدوده مزوپور، و پایداری الکتروشیمیایی، مورد توجه ویژه‌ای برای کاربردهای الکتروشیمیایی می‌باشد.

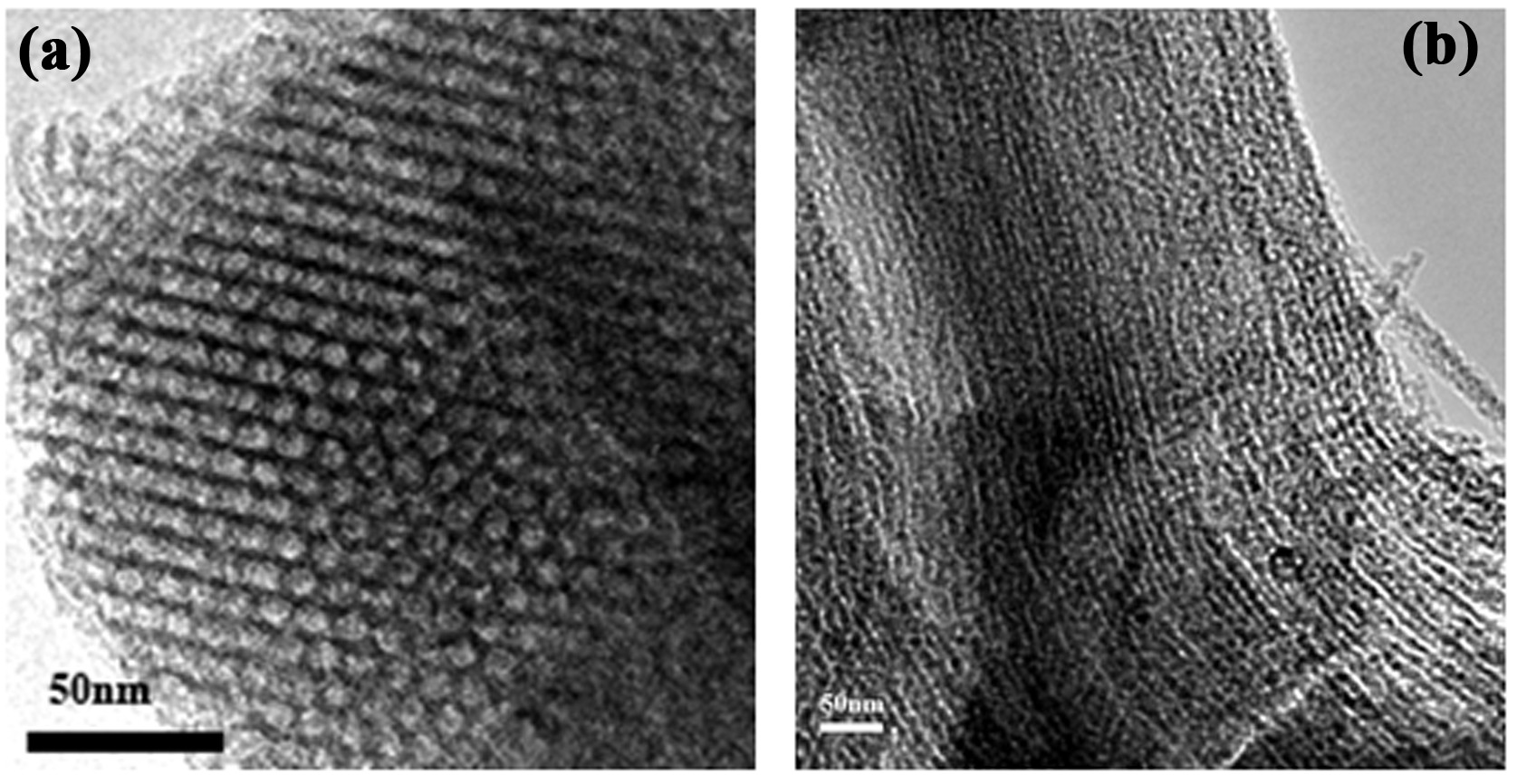
تصاویر میکروسکوپ الکترونی از کربن مزو متخلخل منظم حاوی نیتروژن (N-OMC) گرفته شده (الف) در امتداد و (ب) عمود بر جهت کانال.

## روش تولید کربن مزوحفره با نقص ساختاری بالا (DMC)
کربن میان‌متخلخل با نقص ساختاری بالا (DMC) با استفاده از نانو سیلیس به عنوان یک قالب سخت، ساکارز به عنوان پیش ساز کربن و KNO3 به عنوان عامل ایجاد کننده نقص ساخته می‌شود. به‌طور معمول، ۲ گرم ساکارز و ۵ گرم KNO3 در ۱۰۰ میلی لیتر آب دیونیزه حل شد و سپس ۴ گرم نانوسیلیکا به آن اضافه می‌شود. مخلوط حاصل به مدت ۲ ساعت در دمای اتاق هم زده می‌شود و سپس یک شب در فر ۸۰ درجه سانتیگراد خشک می‌شود. پس از پیش کربن سازی در دمای ۱۴۰ درجه سانتی‌گراد به مدت ۳ ساعت، مواد جامد به دست آمده در دمای ۸۰۰ درجه سانتیگراد به مدت ۱ ساعت تحت جریان آرگون با سرعت حرارت ۵ دقیقه کربنیزه می‌شوند. در نهایت پس از اچ کردن قالب با رفلاکس در دمای ۸۰ درجه سانتیگراد در محلول سدیم ۱ مولار، پودرهای کربن مورد نظر با مقادیر فراوان آب دیونیزه شسته و در دمای ۱۰۰ درجه سانتیگراد خشک می‌شوند.
طبق IUPAC، یک ماده میان‌متخلخل می‌تواند در یک مزوساختار نامنظم یا مرتب شود. در مواد معدنی کریستالی، ساختار مزو متخلخل به‌طور قابل توجهی تعداد واحدهای شبکه را محدود می‌کند و این به‌طور قابل توجهی شیمی حالت جامد را تغییر می‌دهد. به عنوان مثال، عملکرد باتری مواد الکتریکی مزو متخلخل به‌طور قابل توجهی با ساختار حجیم آنها متفاوت است.

## خصوصیات ساختاری و ریخت‌شناختی
برای ایجادنقص از تجزیه KNO3 در دمای ۶۵۰–۷۹۰ درجه سانتیگراد، استفاده می‌شود. در طی فرایند کربن‌سازی، گاز اکسیژن آزاد شده از تجزیه KNO3 که روی قالب نانو سیلیس پوشانده شده‌است، با اتم‌های کربن واکنش داده و کربن میان‌متخلخل با نقص ساختاری بالا را ایجاد می‌کند. میزان نقص ساختاری با میزان KNO3 رابطه مستقیم دارد بنابراین انتظار می‌رود با افزایش مقدار KNO3، تعداد نقص نقطه ای (حفرات) در محصولات نهایی افزایش یابد.
طیف‌سنجی رامان یک تکنیک قدرتمند است که به‌طور گسترده برای تشخیص نقص ساختاری مواد کربنی استفاده می‌شود. نتایج به‌دست‌آمده از طیف‌سنجی رامان تأیید می‌کند که KNO3 به عنوان عامل ایجاد نقص در مرحله کربن‌سازی عمل می‌کند؛ بنابراین میزان نقص متفاوت در تهیه کربن مزو متخلخل بامقادیر مختلف KNO3 به راحتی قابل کنترل است.
با توجه به معادله براگ فاصله بین لایه‌ای با افزایش عیب کمی افزایش می‌یابد.
مورفولوژی و ساختار منافذ کربن مزوحفره با نقص ساختاری بالا (DMC) توسط SEM (میکروسکوپ الکترونی) و TEM (میکروسکوپ الکترونی عبوری) مورد بررسی قرار داده می‌شود.

## خصوصیات شیمیایی
رفتار الکتروشیمیایی الکترودهای ساخته شده از کربن مزوحفره با نقص ساختاری بالا (DMC) به روش ولتامتری چرخه ای و طیف‌سنجی امپدانس الکتروشیمیایی بررسی می‌شود. با بررسی نمودارهای حاصل از تست‌های الکترو شیمیایی موارد زیر دریافت می‌شود:
1. افزایش چگالی نقص، به‌طور قابل توجهی انتقال الکترون را بهبود می‌بخشد.
2. افزایش چگالی نقص، مکان‌های فعال الکتروشیمیایی کربن مزوحفره با نقص ساختاری بالا (DMC) را افزایش می‌دهد
3. انتقال الکترون در الکترودهای ساخته شده از کربن مزوحفره با نقص ساختاری بالا (DMC) نسبت به سایر الکترودهای رایج مانند گرافیت خالی، MWCNT و خمیر گرافن، برتری دارد.
4. واکنش پذیری DMC نسبت به سایر الکترودهای رایج مانند گرافیت معمولی، MWCNT و خمیر گرافن، بالاتر است

۵. ثابت انتقال الکترون ناهمگن مؤثر (K0) نسبت به الکترودها با جنس‌های دیگر بیشتر می‌باشد.
۶. این بستر کربنی با نقص ساختاری بالا، به عنوان یک پلتفرم سنجش شیمیایی و الکتروشیمیایی و حسگر زیستی مورد استفاده قرار می‌گیرد.

## کاربردها
کربن میان‌متخلخل  با نقص ساختاری بالا (DMC)، از گروه نانو مواد متخلخل است و حجم زیادی از ساختار آن را فضای خالی تشکیل می‌دهد. نسبت سطح به حجم (سطح ویژه) آن بسیار بالا ست و به همین دلیل در این نوع مواد تبادل یونی به سرعت صورت می‌گیرد و ساختار متخلخل و نیز نقض ساختاری بالا باعث افزایش خواص کاتالیستی مواد کربنی می‌شود. باتوجه به ویژگی‌هایی که ازاین نوع مواد ذکر شد به صورت گسترده از مواد کربنی در واکنش‌ها یا فرایندهایی که نیاز به تبادل یونی و سرعت بالای واکنش است استفاده می‌شود در ذیل به بررسی برخی از کاربردهای مواد نانو حفره کربنی و به‌طور مشخص DMC خواهیم پرداخت:
- کاربرد در صنعت باتری سازی: باتری‌هایی که در آن‌ها از DMC به عنوان الکترود استفاده شده‌است به دلیل وجود میان‌متخلخل‌[ا و مساحت سطح بالا نسبت سایر بسترهای کربنی رایج فعلی کارایی بالاتری دارند. علاوه بر کارایی بالاتر باتری‌هایی که در آن‌ها از چنین فناوری استفاده می‌شود طول عمر بالاتری دارند به طوری که در برنامه‌های طولانی مدت فضایی می‌توان به صورت گسترده از آن‌ها استفاده کرد. باتوجه به نقص ساختاری و حفره‌های موجود در ساختار DMC سرعت انجام واکنش‌ها نیز افزایش می‌یابند در نتیجه از این نوع مواد و چنین ساختاری می‌توان به عنوان جایگزین سرعت دهنده‌های واکنش‌های دائمی داخل باتری‌ها استفاده کرد با توجه به این که این سرعت دهنده‌ها معمولاً شیمیایی هسنتد آثار جبران ناپذیری بر محیط زیست می‌گذارند پس استفاده از DMC در باتری‌ها به عنوان سرعت دهنده نیز کاربرد دارد که عمل تسریع واکنش بدون تأثیرات سوء بر محیط زیست انجام می‌پذیرد.
- کاربرد در صنایع ساخت سلول‌های خورشیدی: در هر سلول خورشیدی دو الکترود موجود است که یکی از آن‌ها از جنس کربن (الکترود کانتر) است این دو الکترود برای تبادل الکترون‌ها در یک مدار بسته و در نتیجه ایجاد جریان استفاده می‌شوند. با توجه به اهمیت تبادل الکترون در سلول‌های خورشیدی استفده از DMC در الکترود کانتر راندمان سلول را بالامی برد. از DMC در سلول‌های خورشیدی نیز به عنوان سرعت دهنده واکنش بدون آسیب به محیط زیست استفاده می‌شود.
- کاربرد در صنایع ساخت خازن و ابر خازن‌ها: با توجه به این که انجام واکنش‌های الکتروشیمیایی مبنی ذخیره انرژی در خازن‌ها ست و افزایش سرعت واکنش‌ها افزایش راندمان خازن‌ها و ابرخازن‌ها را به دنبال دارد همچنین نسبت بالای سطح به حجم DMC در افزایش راندمان این وسائل تأثیر چشمگیری دارد.

## نتیجه
کربن میان‌متخلخل با نقص ساختاری بالا (DMC)، به عنوان یک ماده پیشرفته، با استفاده از نانو سیلیس به عنوان یک قالب سخت، ساکارز به عنوان پیش ساز کربن و KNO3 به عنوان عامل ایجاد کننده نقص ساختاری، تولید می‌شود. خواص ساختاری و فعالیت الکتروشیمیایی این ماده که با روش‌های مشخصه‌یابی مختلف از جمله طیف‌سنجی رامان تأیید شده‌است. عملکرد الکتروشیمیایی در سطح کربن مزوحفره با نقص ساختاری بالا (DMC) سریع‌تر از بسترهای کربنی رایج فعلی مانند گرافیت و گرافن است از این ماده می‌توان در ساخت دستگاه‌های الکتروشیمیایی به‌طور مؤثر استفاده نمود.